# 흐르보예 베이치
흐르보예 베이치(크로아티아어: Hrvoje Vejić, 두브로브니크-네레트바 주 메트코비치 ~)는 크로아티아의 전직 축구 선수로, 현재 야드란 루카 플로체의 회장이다. 그는 현역 시절에 중앙 수비수로 활약했다.

## 클럽 경력
1998년, 벨리치는 크로아티아 수도 연고 구단 자그레브에 입단해 3년을 활약했다. 그는 이후 하이두크 스플리트에서 4년을 보냈고, 주장도 역임했으며, 이후 러시아의 톰 톰스크로 이적했다.
2009년 1월 12일, 베이치는 톰스크를 떠나 자유이적으로 전 소속 구단 하이두크에 합류했다.

## 국가대표팀 경력
그는 1998년부터 1999년까지 자국 U-21 국가대표팀의 2000년 U-21 유럽 선수권 대회 경기에 출전했다. 그는 2007년 2월 7일에 노르웨이와의 친선경기에서 크로아티아 성인 국가대표팀 첫 경기를 치렀다. 비록 유로 2008에서 크로아티아의 예선 경기에 1경기도 출전하지 못했지만, 그는 대회 본선에 참가할 선수 명단에 이름을 올렸고, 1-0으로 이긴 폴란드와의 경기에서 90분을 모두 소화했는데, 이 경기에서 그는 다리오 크네제비치와 함께 주전인 로베르트 코바치와 요시프 시무니치가 휴식을 취하면서 선발로 출전했다.
베이치는 5번의 국가대표팀 경기에 출전해 골맛을 보지 못했고, 마지막 국가대표팀 경기는 안도라와의 2009년 4월에 열린 월드컵 예선전 경기였다.